# 鄉城唱片
鄉城唱片股份有限公司（Country Records），簡稱鄉城唱片，是台灣一家唱片公司，由呂金園於1977年創建，在1980年代曾風光一時，但於1990年代急速衰落，目前持續營運中。

## 曾經簽約歌手名單
| - 江 蕙 - 劉瑞琪 - 李碧華 - 羅吉鎮 | - 林良樂 - 錢幽蘭 - 張秀卿 - 沈文程 | - 王建傑 - 徐世珍 - 王默君 - 芝麻龍眼 | - 陈圣芬 - 黄瑞文 - 杨峻荣 - 林 靈 | - 王玉玲 - 陳盈潔 - 張瀛仁 - 曾心梅 | - 曹西平 - 沈 雁 - 龍飄飄 |